# Aisulu Almaty
Aisulu Almaty (kasachisch Айсұлу Алматы) ist eine kasachische Dameneishockeymannschaft aus Almaty. Alexander Malzew ist Trainer und Direktor des Clubs Aisulu Almaty. Die Mannschaft trainiert und führt ihre Spiele im Sportpalast Almaty durch. Der Club Aisulu Almaty plant außerdem die Bildung einer Eishockeyschule und einer zweiten Mannschaft.

## Geschichte
Ab 2004 nahm die Mannschaft Aisulu Almaty jährlich am IIHF European Women Champions Cup teil. 2005 wurde der Name des Clubs DSHNK Almaty in Aisulu Almaty geändert.
Im Jahr 2008 hat der Verein den dritten Platz bei dem IIHF European Women Champions Cup 2007/08 belegt. Beim IIHF European Women Champions Cup 2010/11 wurde die Endrunde erreicht und Platz vier belegt.
Seit der Saison 2015/16 nimmt der Klub an der EWHL teil und ist während der Wintermonate in Sterzing respektive Zeltweg stationiert. Im Oktober 2019 wurde erstmals ein EWHL-Heimspiel des Klubs in Almaty ausgetragen. Dies war zugleich das erste EWHL-Spiel außerhalb Europas.

## Platzierungen der Mannschaft
| Saison    | Ergebnis in der kasachischen Fraueneishockey-Liga | Ergebnis im IIHF European Women Champions Cup                                                                                |
| --------- | ------------------------------------------------- | --- |
| 2004      | Meister                                           | Zweiter Platz in der Vorrunde der Gruppe 'A'                                                                                 |
| 2005      | Meister                                           | Zweiter Platz in der Vorrunde der Gruppe 'A'                                                                                 |
| 2006      | Meister                                           | Zweiter Platz in der Vorrunde der Gruppe 'D'                                                                                 |
| 2007/2008 | Meister                                           | Erster Platz in der Vorrunde der Gruppe 'A'; erster Platz in der Zwischenrunde der Gruppe 'E'; dritter Platz in der Endrunde |
| 2008/2009 | Meister                                           | Zweiter Platz in der Zwischenrunde der Gruppe 'E'; vierter Platz in der Endrunde                                             |
| 2009/2010 | Meister                                           | Dritter Platz in der Zwischenrunde der Gruppe 'E'                                                                            |
| 2010/2011 | Meister                                           | Erster Platz in der Vorrunde der Gruppe 'B'; erster Platz in der Zwischenrunde der Gruppe 'F'; vierter Platz in der Endrunde |

## Auszeichnungen
Tatjana Stelmaister bekam beim IIHF European Women Champions Cup 2007/08 die Auszeichnung „Beste Verteidigerin“.

Darya Obydennova bekam beim IIHF European Women Champions Cup 2010/11 die Auszeichnung „Beste Torhüterin“.